# Clementina (ort)
Clementina är en ort i Brasilien.   Den ligger i kommunen Clementina och delstaten São Paulo, i den södra delen av landet, 700 km söder om huvudstaden Brasília. Clementina ligger 466 meter över havet och antalet invånare är 7 064.
Terrängen runt Clementina är huvudsakligen platt. Clementina ligger uppe på en höjd. Clementina är det största samhället i trakten.
Omgivningarna runt Clementina är en mosaik av jordbruksmark och naturlig växtlighet. Runt Clementina är det ganska glesbefolkat, med 25 invånare per kvadratkilometer.